# Felicia Stancil
Felicia Stancil, née le 18 mai 1995 dans le Comté de Lake dans l'Illinois, est une coureuse cycliste américaine, spécialiste du BMX. Elle est championne du monde de la discipline en 2022.

## Palmarès en BMX

### Jeux olympiques
- Tokyo 2021
  - 6e du BMX

### Championnats du monde
- Birmingham 2012
  -  Championne du monde de BMX juniors
  -  Championne du monde du contre-la-montre BMX juniors
- Auckland 2013
  -  Championne du monde de BMX juniors
  -  Championne du monde du contre-la-montre BMX juniors
- Papendal 2021
  - 7e du BMX
- Nantes 2022
  -  Championne du monde de BMX
- Rock Hill 2024
  - 4e du BMX

### Coupe du monde
- 2011 : 39e du classement général
- 2012 : 21e du classement général
- 2013 : 18e du classement général
- 2014 : 6e du classement général
- 2015 : 5e du classement général
- 2016 : 44e du classement général
- 2017 : 26e du classement général
- 2018 : 32e du classement général
- 2019 : 2e du classement général
- 2020 : 4e du classement général
- 2021 : 3e du classement général, vainqueur d'une manche
- 2022 : 9e du classement général
- 2023 : 8e du classement général
- 2024 : 7e du classement général

### Jeux panaméricains
- Toronto 2015
  -  Médaillée d'or du BMX

### Coupe d'Europe
- 2015 : 12e du classement général, vainqueur d'une manche

### Championnats des États-Unis
- Championne des États-Unis de BMX : 2019